# Максиміліан Розенфельдер
Максиміліан Розенфельдер (нім. Maximilian Rosenfelder, нар. 10 лютого 2003, Фрайбург, Німеччина) — німецький футболіст, центральний захисник клубу «Фрайбург».

## Ігрова кар'єра

### Клубна
Максиміліан Розенфельдер народився у місті Фрайбург і є вихованцем місцевого футбольного клубу. З 2014 року Максиміліан грав за молодіжну команду «Фрайбурга». Починаючи з сезону 2021/22 Розенфельдер виступав за дублюючий склад «Фрайбурга» у Лізі 3. З наступного сезону захисника було переведено до першої команди. 
Але через важку травму коліна Максиміліан змушений був пропустити більшу частину сезону. До гри захисник повернувся лише в березні 2024 року. Провів кілька спарингів за першу команду та й далі грав у дублюючому складі «Фрайбурга».

### Збірна
З 2018 року Максиміліан Розенфельдер виступав за юнацькі збірні Німеччини.